# Podu Oltului
Podu Oltului – wieś w Rumunii, w okręgu Braszów, w gminie Hărman. W 2011 roku liczyła 743 mieszkańców.